# Javert
Javert (Franse uitspraak: [ʒavɛʁ]) is een personage en de belangrijkste antagonist van de in 1862 door Victor Hugo geschreven roman Les Misérables. Hij werd vermoedelijk geboren in 1780 en stierf op 7 juni 1832. Javert is een politie-inspecteur die in de loop van de roman geobsedeerd raakt door de achtervolging en straf van de veroordeelde Jean Valjean.

## In de roman

### Eerste deel: Fantine
Javert raakt voor het eerst in aanraking met de veroordeelde Jean Valjean als assistent- gevangenisbewaker in de Bagne van Toulon. Jaren later, in 1823, leeft Valjean onder de naam Monsieur Madeleine en fungeert hij als burgemeester van een kleine stad die alleen wordt geïdentificeerd als Montreuil-sur-Mer, waar hij een succesvolle fabrikant is. Javert arriveerde in 1820 om te dienen als inspecteur bij de lokale politie in het dorpje. Javert verdenkt dat Madeleine Valjean is en raakt ervan zelfs overtuigd wanneer hij ziet dat Madeleine met een buitengewone kracht een geladen kar op tilt om een man te redden die eronder vastzit. Madeleine werkt Javert ook tegen door zijn poging om Fantine te arresteren af te wijzen, een prostituee die wordt vastgehouden omdat ze een man had aangevallen. Maar wanneer hij leert van de Parijse autoriteiten dat ze iemand hebben gearresteerd die zichzelf Champmathieu noemt, waarvan zij denken dat het Valjean is, bezoekt hij Madeleine en vraagt aan hem om hem aan de politie uit te leveren omdat hij gefaald heeft door Madeleine te verdenken. Hij gelooft dat hij moet gestraft worden voor zijn daden.
Javert gaat naar Arras om Champmathieu veroordeeld te zien worden en is ervan overtuigd dat dit de echte Valjean is. Madeleine / Valjean reist ook naar Arras, onthult zijn identiteit en redt Champmathieu. Hij keert terug naar Montreuil-sur-Mer, waar Javert hem de volgende ochtend arresteert aan het ziekenhuisbed van Fantine. Fantine sterft uit shock wanneer ze Javert ziet. Valjean vraagt drie dagen om Fantine's dochter Cosette bij zich te brengen, omdat dat de laatste wens van Fantine was. Javert weigert echter zijn verzoek. Valjean kan het niet verdragen dat hij Fantine haar laatste wens niet zal vervullen en ontsnapt uit de stadsgevangenis. De politie denkt echter dat hij dood is.

### Deel twee: Cosette
Javert wordt aangeworven als inspecteur in de hoofdstad. Javert wordt op de hoogte gebracht van de vermoedelijke dood van Jean Valjean niet lang nadat het gebeurde. Aan het begin van het jaar 1824 hoort Javert dat een pleegkind ontvoerd is. Wanneer hij hoort dat dit in Montfermeil zou hebben plaatsgevonden, bezoekt hij de Thénardiers, de pleegouders van Cosette. Thénardier wil echter niet betrokken raken bij de politie en vertelt Javert dat het meisje is opgehaald door haar grootvader. Nieuwsgierig, volgt hij de grootvader naar zijn woning. Juist op tijd kan Valjean ontsnappen door over de stenen muur van een klooster te klimmen en Cosette met een touw over de muur te trekken.

### Deel drie: Marius
De Thénardiers, die hun herberg hebben verloren, wonen nu in het vervallen huis Gorbeau en worden geassocieerd met de bende, waarnaar Javert op zoek is, genaamd Patron-Minette. Zonder medeweten van Javert smeden de Thénardiers en Patron-Minette een plan om Jean Valjean te vermoorden om zijn geld. Wanneer Marius Pontmercy, die naast de Thénardiers woont en via een gat al hun beramingen kan volgen, dit plan verneemt, informeert hij de politie over het misdrijf. Zo maakt hij kennis met inspecteur Javert, die hem twee pistolen geeft om een signaal af te vuren zodat Javert weet wanneer de politie moet komen binnenvallen. Javert heeft niet de tijd om Valjean te herkennen wanneer hij hem van de bende redt; Valjean herkent Javert echter bijna onmiddellijk en ontsnapt snel uit het raam van de zolder waar de confrontatie plaatsvond.

### Deel vier: Saint-Denis
Tijdens de opstand van 1832 juni mengt Javert, die undercover werkt om informatie te verzamelen over de revolutionairen, zich bij een groep revolutionairen bij de barricade die ze in de rue de la Chanvrerie hebben opgesteld. Gavroche, een straatjongen, herkent hem als een politieman en krijgt een hekel aan hem. Ze vinden een klein rond kaartje geplakt tussen twee stukken glas, aan de ene kant de armen van Frankrijk gegraveerd met het motto 'toezicht en waakzaamheid' en aan de andere kant deze notitie: "JAVERT, inspecteur van de politie, tweeënvijftig jaar oud" en de handtekening van de prefect van politie van die dag, M. Gisquet. Direct nadat de revolutionairen dit kaartje hadden gelezen en begrepen hadden dat Javert een politieagent was, namen ze hem gevangen.
Wanneer Valjean verschijnt aan de barricade met de bedoeling om Marius Pontmercy te vinden, herkent hij Javert.
Valjean vraagt aan de revolutionairen of hij, als beloning voor het beschermen van de barricade tegen Gardesoldaten, Javert mag uitvoeren. Enjolras, de leider van de opstand, accepteer zijn verzoek en hij neemt Javert weg van de barricaden naar een smal steegje. Daar, in plaats van Javert te vermoorden, maakt Valjean zijn handboeien los en zegt tegen Javert om te rennen en zichzelf te redden. Hij geeft Javert ook zijn adres, voor het onwaarschijnlijke geval dat hij de opstand overleeft. Valjean vuurt vervolgens een schot in de lucht en keert terug naar de barricade, waar hij iedereen vertelt dat de politieman dood is.
Terwijl het leger de barricade bestormt, slaagt Valjean er in om de zwaar gewonde Marius te grijpen en mee te nemen naar een riool, waar hij met Marius op zijn schouders ronddwaalt, hopend op een uitgang. met nog maar weinig hoop, komt hij plotseling Thénardier tegen. Door het donker en de modder van het riool kan gelukkig geen van de twee de ander herkennen. Thénardier neemt aan dat Valjean een overvaller is die net een welgestelde jongeman heeft vermoord en hij biedt Valjean een uitweg uit het riool aan als Valjean de helft van de buit van Marius geeft. Valjean betaalt hem en Thénardier opent voor hem een rioolrooster met een gestolen sleutel.
Valjeans vreugde om eindelijk uit het riool te komen, duurt niet lang. Terwijl hij zijn oriëntatie probeert te hervinden en de bloedende, bewusteloze jongen probeert te helpen, wordt hij plots neergeslagen door een lange figuur, waarvan wordt onthuld dat hij Javert is. Valjean vertelt Javert dat hij klaar is om zich over te geven, maar hij smeekt hem om de gewonde jongen in veiligheid te brengen. Voor het eerst toont Javert genade en gaat samen met Jean Valjean naar zijn huis om Marius te redden. Javert zegt dat hij zal wachten tot Valjean terug naar beneden komt om hem te arresteren. Als Valjean echter uit het raam kijkt, is Javert weg.
Javert dwaalt de straat rond in emotionele beroering, omdat zijn geest eenvoudigweg het beeld dat hij jarenlang van Jean Valjean had gedragen niet kan verenigen met zijn goede daden op de barricades. Javert kan nu noch gerechtvaardigd zijn door Valjean te laten gaan, noch door hem te arresteren. Javert staat voor de eerste keer in zijn leven voor de situatie dat hij niet volgens de wet kan handelen zonder 'inhumaan' te zijn en omgekeerd. Javert is niet in staat om een oplossing voor dit dilemma te vinden en geschokt door het plotselinge besef dat Valjean tegelijkertijd een crimineel en een goed persoon was – een raadsel dat diepe tekortkomingen in zijn ethische systeem aan het licht brengt. Omdat hij gelooft dat de dood de enige oplossing is voor hem, verdrinkt hij zichzelf in de Seine.

## Karakterisering
Javert is buitengewoon meedogenloos en zeer geobsedeerd door het handhaven van de wetten. Daarom wordt hij doorheen het boek door vrijwel iedereen gevreesd, iedereen buiten Jean Valjean. Daarnaast heeft Javert een streng en inflexibel karakter waardoor het moeilijk is om met hem te sympathiseren.
Hoewel Javert zelfverzekerd en standvastig lijkt, heeft hij toch ernstige en diepgewortelde psychologische problemen met zijn zelfbeeld. Meerdere keren in het boek maakt hij duidelijk dat hij gelooft dat hij geen goede dingen verdient, vanwege zijn criminele ouders en zijn zigeuneropvoeding die niet zoveel verschilt van de bandieten die hij achtervolgt. Hij leeft zijn leven en probeert deze schaamte weg te werken door strikt de wet na te leven.
Javert gelooft dat de wereld zwart of wit is, wat betekent dat in zijn ogen een man schuldig is wanneer de wet hem schuldig verklaart. Dit is de reden waarom Javert zo zelfverzekerd is over zijn juiste opinie dat hij zich niet realiseert dat hij hierdoor roekeloos wordt. Wanneer Jean Valjean eindelijk Javert het onweerlegbare bewijs geeft dat een man niet noodzakelijk kwaadaardig is, alleen omdat de wet zegt dat hij dat is, kan Javert zijn nieuw gevonden gevoel niet omarmen. Javert pleegt zelfmoord door zichzelf in een rivier te gooien omdat hij zijn strikte geloof in de wet niet kan verzoenen met zijn nieuwe kennis en bang is dat hij daarom een oneervol leven zal leiden. Trouw aan Javerts natuur, maakt hij deze beslissing zonder enige twijfel of onzekerheid, maar eerder met een koele vastberadenheid.
Vanwege zijn wreedheid, gebruikt Hugo vaak metaforen van dieren om Javert te beschrijven. Uiteindelijk is het moeilijk om iets anders dan medelijden te voelen voor Javert, die zijn plicht met zulke wreedheid op zich neemt dat hij meer dierlijk dan menselijk lijkt.